# PONYTAIL SOLDIER
「PONYTAIL SOLDIER」（ポニーテール・ソルジャー）は千葉美加の4thシングル。1990年9月21日、CBS/SONY RECORDSから発売された。

## 内容
カップリング曲の「友達が終る瞬間」も含めて2ndアルバム『フェイント勝ちね』からのシングルカット。
生ブラスが厚めなアレンジで、キーも高めに作られている。

## 収録曲
全編曲：梁邦彦
1. PONYTAIL SOLDIER
作詞：岩里祐穂　作曲：荒木真樹彦
2. 友達が終わる瞬間
作詞：鮎川恵　作曲：小池道昭